# Jemima Blackburn

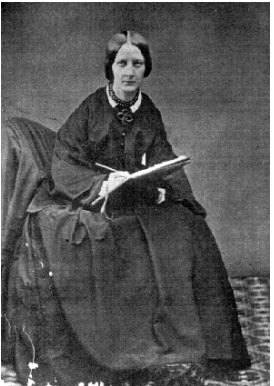
Jemima Blackburn, um 1880

Jemima Blackburn (* 1. Mai 1823 in Edinburgh als Jemima Wedderburn; † 1909 auf Roshven Estate) war eine schottische Malerin und in der Viktorianischen Ära eine der führenden Illustratorinnen, insbesondere für ornithologische Themen. Ihre Aquarelle zeigen viele tägliche Familienszenen im späten 19. Jahrhundert im Schottischen Hochland sowie Szenen aus Fantasy-Kinder-Fabeln.

## Leben
Jemima Wedderburn war die jüngste Tochter von Rt. Hon. James Wedderburn (1782–1822), Solicitor General for Scotland, und seiner Ehefrau Isabella Clerk of Penicuik (1790–1865), Tochter von Sir James Clerk of Penicuik und Janet Irving. Ihre ersten Zeichenstunden erhielt sie bei den Malern John Ruskin und Sir Edwin Landseer, die deren großes zeichnerisches Talent lobten. Im Jahr 1849 heiratete Jemima Wedderburn in Edinburgh ihren Jugendfreund Hugh Blackburn († 1911), Professor für Mathematik an der Universität Glasgow.
Jemima Blackburn machte Bekanntschaft mit den bekanntesten Persönlichkeiten des Jahrhunderts, unter anderem John Ruskin, Sir John Everett Millais, Anthony Trollope, John Campbell, 9. Duke of Argyll, Louise, Duchess of Argyll, Charles Darwin und Benjamin Disraeli.

## Erwähnenswertes
- James Clerk Maxwell, ein Cousin (ersten Grades) von Jemima Blackburn, entwickelte einen Satz von Gleichungen (die Maxwellschen Gleichungen), welche die Grundlagen der Elektrizitätslehre und des Magnetismus bilden.[1]
- Charles Darwin bezog sich in der sechsten Auflage von Die Entstehung der Arten auf Jemima Blackburns Beobachtungen.

## Werke
- 1868 Birds from Nature
- 1871 The Pipits